# 李贵鲜
李贵鲜（1937年8月—），奉天营口（今遼寧）人，中国共产党、中华人民共和国政治人物，原副国级领导人。莫斯科门氏化工学院工程物理化学系毕业，工程师。曾任中共第十二至十六届中央委员会委员，第九、十届全国政协副主席，中国国际交流协会会长。

## 生平
1959年，李贵鲜就讀北京外国语学院留苏预备部、中国科学技术大学。
次年，就讀苏联莫斯科门氏化工学院工程物理化学系电真空化学专业学习。1962年7月加入中国共产党。
1965年在公安部12局研究所工作。
1967年任国营777厂技术员、车间主任、副厂长、总工程师、党委副书记。1977年任辽宁省锦州市电子工业局副局长、总工程师。1979年任辽宁省电子工业局副局长、总工程师、党组副书记。
1982年任辽宁省人民政府副省长兼省科委主任、党组书记。1983年任中共辽宁省委常委、副省长。1985年任中共辽宁省委书记。
1986年任中共安徽省委书记。
1988年任国务委员兼中国人民银行行长、党组书记。1993年任国务委员。1994年任国务委员兼国家行政学院院长。1998年起任全國政協副主席。
2008年3月，70岁的李贵鲜在全国政协十一届一次会议后卸任全国政协副主席一职退休。

### 引用
1. ↑  . 中国政府网. 2008-11-05  [2018-10-24]. （原始内容存档于2021-01-24）.
2. ↑  . 凤凰网.   [2018-10-24]. （原始内容存档于2015-09-07）.